# マリア・ゴントビッチ
マリア・ゴントビッチ（Maria Gontowicz-Szalas　1965年2月23日- ）はポーランドのゴジュフ・ヴィエルコポルスキ出身の柔道選手。階級は56kg級。身長160cm。

## 人物
1985年のヨーロッパ選手権56kg級で3位になった。1986年のヨーロッパ選手権でも3位になった。マーストリヒトで開催となった世界選手権では決勝まで進むも、イギリスのアン・ヒューズに敗れたが銀メダルを獲得した。1987年のヨーロッパ選手権でも3位に入った。1988年の世界学生では2位だった。1989年のヨーロッパ選手権では2位となった。1991年の世界選手権では7位だった。1992年にはバルセロナオリンピックに出場するものの7位だった。

## 主な戦績
- 1985年 - ドイツ国際　優勝
- 1985年 - ヨーロッパ選手権　3位
- 1986年 - ポーランド国際　優勝
- 1986年 - ヨーロッパ選手権　3位
- 1986年 - 世界選手権　2位
- 1986年 - 福岡国際　優勝
- 1987年 - ヨーロッパ選手権　3位
- 1988年 - 世界学生　2位
- 1989年 - ドイツ国際　2位
- 1989年 - ポーランド国際　優勝
- 1989年 - ヨーロッパ選手権　2位
- 1991年 - 世界選手権　7位
- 1991年 - 福岡国際　3位
- 1992年 - ポーランド国際　優勝
- 1992年 - バルセロナオリンピック　7位